# Воман, Габриела
Габриела Во́ман (нем. Gabriele Wohmann; урождённая Гийо; 21 мая 1932 — 22 июня 2015) — немецкая писательница.

## Биография
Родилась 21 мая 1932 года в немецком городе Дармштадт в семье пастора. Училась в школе-интернате на острове Лангеог. В 1951—1953 годах отучилась 4 семестра в университете Франкфурта-на-Майне, там она изучала немецкий, романские языки, английский, музыковедение и философию. Затем работала учительницей в своей бывшей школе на острове Лангеог. В 1953 году вышла замуж за германиста Райнера Вомана. С 1956 года жила в Дармштате, занималась литературной деятельностью. Скончалась 22 июня 2015 года. Похоронена на Бессунгерском кладбище в Дармштате.
Свой первый рассказ  опубликовала в 1957 году. Её перу принадлежат романы «Прощание надолго» («Abschied für länger», 1965), «Серьёзное намерение» («Ernste Absicht», 1970), «Паулинхен была дома одна» («Paulinchen war allein zu Haus», 1974, русский перевод 1979), сборники рассказов «Победа над сумерками» («Sieg über die Dämmerung», 1960), «Сельский праздник» («Ländliches Fest», 1968) и другие. В своих произведениях она разоблачает жестокость и равнодушие, которые скрыты за внешним благополучием современной семьи. Воман обращает особое внимание на повседневную жизнь и человеческие взаимоотношения.

## Сочинения
- Gesammelte Erzählungen aus dreißig Jahren. Darmstadt, 1986. Bd 1-3.